# Малая Убинка
Малая Убинка — река в России, протекает по территории Северского района Краснодарского края. Устье реки находится в 43 км от устья Убина по левому берегу. Длина реки — 11 км, площадь водосборного бассейна — 19,8 км².
Название произошло от реки Убин.

## Данные водного реестра
По данным государственного водного реестра России относится к Кубанскому бассейновому округу, водохозяйственный участок реки — Афипс, в том числе Шапсугское водохранилище. Речной бассейн реки — Кубань.
Код объекта в государственном водном реестре — 06020001512108100005642.